# Stilobezzia vulgaris
Stilobezzia vulgaris är en tvåvingeart som beskrevs av Yu 1989. Stilobezzia vulgaris ingår i släktet Stilobezzia och familjen svidknott. Inga underarter finns listade i Catalogue of Life.